# Library.nu
Library.nuは、かつて存在したリンク集型の人気ウェブサイトである。2004年から2007年まではebooksclub.org、2007年から2010年まではGigapediaという名称で知られていた。著作権侵害の容疑がかけられ、2012年2月15日に裁判所命令によって閉鎖された。削除通知によれば、同サイトはおよそ40万点の電子書籍をホスティングしていた。

## 運営者
イギリスの『サンデー・タイムズ』に掲載された記事によれば、調査官はlibrary.nuがアイルランド国籍の者（おそらくゴールウェイ出身）によって、キーウのサーバーを通じて運営されていたと考えていた。

## 差止命令
このウェブサイトは、17の出版社による共同の法的措置の対象となり、彼らはミュンヘンの裁判所から差止命令を受けた。主に問題とされたファイルは、iFile.itというファイルホスティングサービス上にホスティングされていたが、iFile.itの代表者はLibrary.nuとの密接な関係を否定した。これに対し、出版社が雇った民間の知的財産保護機関の代表者は、「iFile.itの所有者および取締役」の名前がLibrary.nuへのPayPal寄付の領収書に記載されていたと述べた。TorrentFreakによれば、「出版社側の法務チームは、ページ閲覧数とプレミアムアカウントからの推定収益に基づいて収益を見積もったが、iFile.itの所有者はこれをばかげた数値だとし、これは同サイトの規模を考えればわかる話である」としている。さらに、iFile.itの所有者はTorrentFreakに対して「彼らの収益ではサーバー維持費を賄うのがやっとだ」と述べた。

## その後
「library.nu」のURLは、2012年2月20日に.nuドメインによって抹消された。起訴日から2012年2月24日までの間、library.nuはGoogle ブックスにリダイレクトされていた。